# Thumbe
Thumbe é uma vila no distrito de Dakshina Kannada, no estado indiano de Karnataka.

## Demografia
Segundo o censo de 2001, Thumbe tinha uma população de 5558 habitantes. Os indivíduos do sexo masculino constituem 50% da população e os do sexo feminino 50%. Thumbe tem uma taxa de literacia de 73%, superior à média nacional de 59,5%: a literacia no sexo masculino é de 80% e no sexo feminino é de 67%. Em Thumbe, 12% da população está abaixo dos 6 anos de idade.